# Aurobindo Ghose

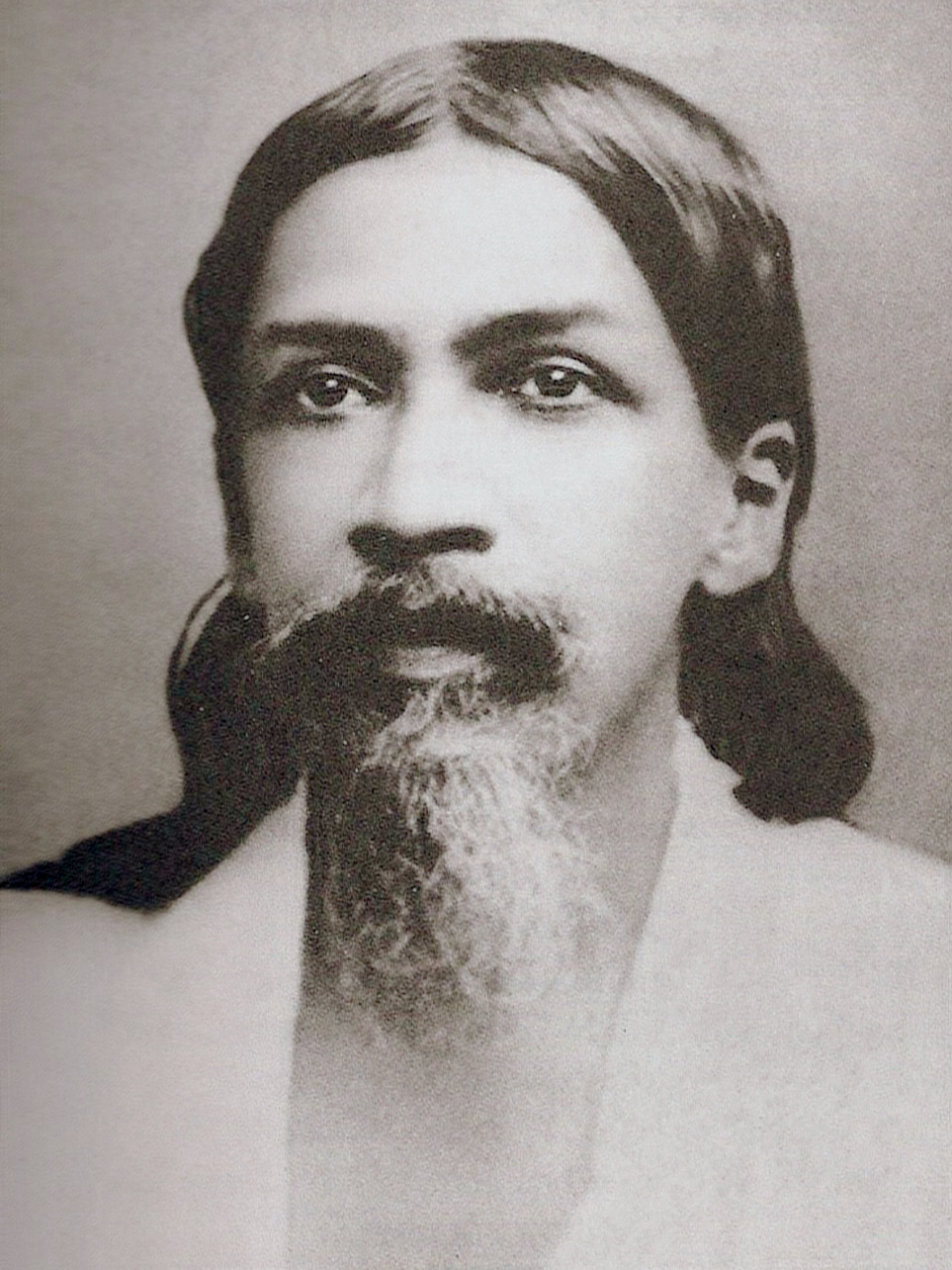
Aurobindo Ghose (um 1900)

Aurobindo Ghose (bengalisch অরবিন্দ ঘোষ, Arabinda Ghoṣ, Arabinda Ghosh; * 15. August 1872 in Kolkata; † 5. Dezember 1950 in Puducherry) war ein indischer Politiker, Philosoph, Hindu-Mystiker, Yogi und Guru. Seine Briefe, Gedichte und philosophischen Schriften sind mit Sri Aurobindo unterschrieben und unter diesem Namen veröffentlicht. Er verbindet in seiner Person die humanistische Bildung und das Wissen des Westens mit den Weisheitslehren und spirituellen Traditionen Indiens.

## Leben

### Kindheit in Khulna, Darjiling und Manchester (1872–1884)

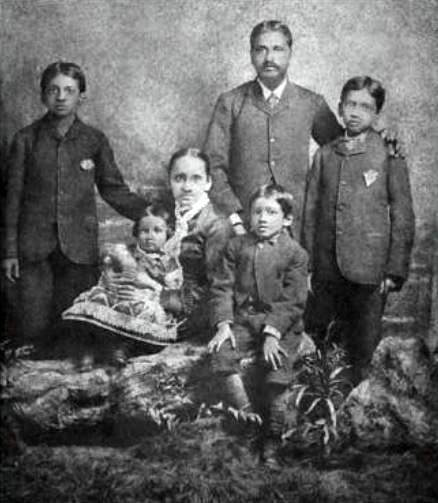
Aurobindo mit seinem Vater K. D. Ghose, seiner Mutter Swarnalotta Devi und vier Geschwistern: von links nach rechts: Barin Ghose, Sarojini, Aurobindo und Manmohan Ghose. In England, ca. 1879.

Aurobindo Ghose wurde am 15. August 1872 in Kolkata (Kalkutta) geboren. Seine frühe Kindheit verlebte er in Khulna in Bengalen. Sein Vater Krishna Dhan Ghose war 1864 mit neunzehn Jahren mit der damals zwölfjährigen Swarnalata Bose verheiratet worden. Seine Eltern wurden nach den Riten des Brahmo Samaj, einer Reformbewegung des Hinduismus, getraut. Nach Aussage von Aurobindo war sein Vater aber Atheist. Er war durch seine anglisierte Geisteshaltung, gefördert durch einen zweijährigen Aufenthalt in England (1869–1871) zur Weiterbildung in Medizin, der bengalischen und indischen Kultur entfremdet. Folgerichtig versuchte er, seine Kinder von indischen Einflüssen fernzuhalten und ihnen eine ausschließlich europäische Ausbildung zu geben. So besuchten Aurobindo und seine Geschwister in den Jahren 1877–1879 zunächst die Loreto-Klosterschule in Darjiling. Aurobindo hatte vier Geschwister: zwei ältere Brüder, Benoy Bhushan und Mono Mohan, und eine jüngere Schwester mit Namen Sarojini; ein dritter Bruder, Barindra, wurde 1879 in Croydon in England geboren.
Laut Aurobindo hatte sein Vater, der sich wünschte, dass alle seine Söhne bedeutende Persönlichkeiten werden sollten, ihm in einer plötzlichen Inspiration den Namen Aurobindo gegeben, den bis dahin noch niemand in Indien oder der ganzen Welt erhalten hatte, damit er später unter den Großen der Welt einzigartig mit seinem Namen dastünde. Doch die Ironie der Welt wollte es, dass der Vater starb, bevor Aurobindo nach Indien zurückkehrte und die Bekanntheit seines Namens im Umfeld der indischen Freiheitsbemühungen zu einer häufigen Verwendung dieses Vornamens führte.
Im Alter von sieben Jahren wurde Aurobindo 1879 mit seinen Brüdern nach England geschickt. Sie wohnten in Manchester bei dem Geistlichen William H. Drewett. Während seine Brüder zur Schule gingen, wurde er von Reverend Drewett in Englisch, Latein und Griechisch und von dessen Mutter, Mrs. Drewett, in Geschichte, Geografie, Arithmetik und Französisch unterrichtet.

### Jugend in London (1884–1890)

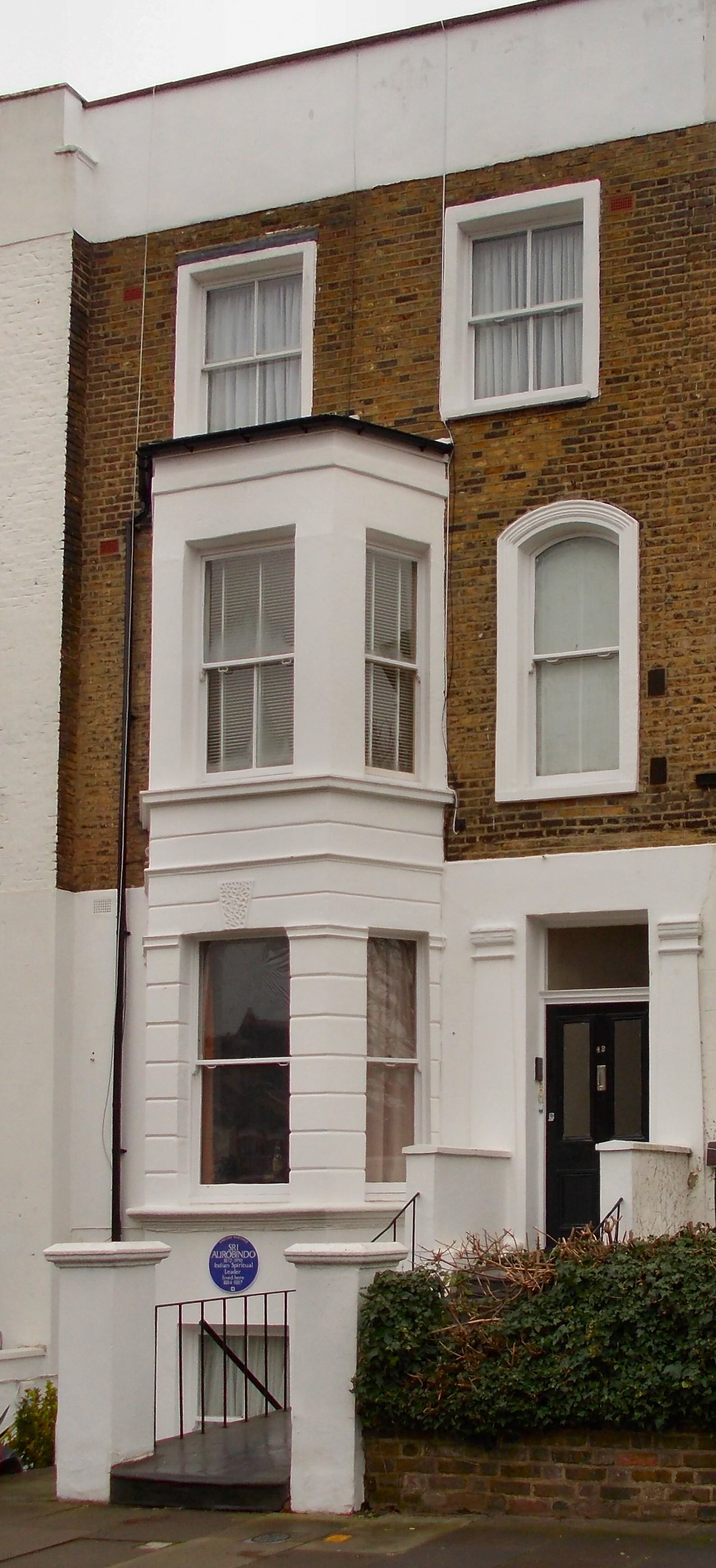
Aurobindos Wohnung in St. Stephen’s Avenue, London 1884–1887, mit blauem „English Heritage“-Schild.

1884 siedelten die Brüder unter der Obhut von Frau Drewett nach London um. Aurobindo besuchte dort fünf Jahre lang die St. Paul’s School in West Kensington. Die alte Frau Drewett war eine glühende Missionarin und versuchte die drei Jungen zum christlichen Glauben zu bekehren. Als dies nicht gelang, mussten sie ihr Haus verlassen. Es folgte nun eine Zeit bitterer Armut. Die Geldsendungen des Vaters, die nicht hoch waren und nur unregelmäßig eintrafen, reichten oft zum Leben kaum aus. Obwohl sie sparsam lebten, hatten sie oft nichts zu essen, ihre Kleidung war nicht warm genug für den Winter und die Wohnungen, in denen sie lebten, waren feucht und kalt. Trotz dieser äußeren Bedingungen entwickelte sich Aurobindo zu einem guten Schüler. Wenn er seine Hausaufgaben erledigt hatte, las er englische und französische Literatur, Werke über die Geschichte Europas und lernte Italienisch, etwas Deutsch und ein wenig Spanisch. Viel Zeit verwendete er auf seine eigenen Dichtungen. Er gewann Preise in Geschichte und Literatur.

### Studium in Cambridge (1890–1892)
Aurobindo erhielt von der St. Paul’s School ein Stipendium von 80 Pfund jährlich, das ihm den Besuch des King’s College in Cambridge ermöglichte. Wegen der oft fehlenden Geldzuwendungen vonseiten seines Vaters war auch diese Zeit äußerlich von großer Armut geprägt. Wie seine Zeugnisse bestätigten, betrieb Aurobindo dennoch seine akademischen Studien mit regem Interesse und großen Erfolgen. So erhielt er zahlreiche Preise und einer seiner Professoren bezeichnete ihn als „einen brillanten jungen Altphilologen“.
Nach Abschluss seiner Studien sollte er auf Wunsch seines Vaters die Beamtenlaufbahn einschlagen. Durch Kontakte mit der Familie des Gouverneurs von Bengalen hatte der Vater bereits eine gute Stelle für seinen Sohn im Arrah-Distrikt ausfindig gemacht.
Der Sohn legte dem Vater zuliebe die Aufnahmeprüfung für die Beamtenlaufbahn ab. Später jedoch verabscheute er eine entsprechende Tätigkeit. So kam es, dass er, trotz guter Noten in den schriftlichen Prüfungen, dem Test im Reiten immer wieder auswich, bis Lord Kimberley ihn schließlich als Kandidat für den indischen Staatsdienst disqualifizierte.
Zu dieser Entscheidung trug sicher auch die Tatsache bei, dass Aurobindo keineswegs wie sein Vater von England begeistert war. Er war tief berührt worden von englischer und westlicher Literatur, von Philosophie und Geschichtsschreibung, aber nicht von den Menschen, denen er begegnete.
Als Mitglied und zeitweilig als Sekretär der „Indischen Majlis“, eines nationalen Studentenverbandes, hielt er revolutionäre Reden, die mit dazu beitrugen, dass er vom Staatsdienst ausgeschlossen wurde.
1893 kehrte er nach Indien zurück. Vierzehn seiner einundzwanzig Jahre hatte der junge Aurobindo in England verbracht.
Sein Vater verstarb kurz vor der Ankunft des Schiffes an Herzversagen.

### Berufliche und politische Aktivitäten (1893–1908)

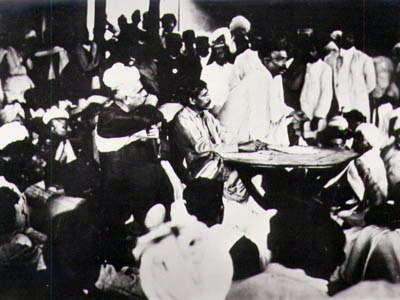
Aurobindo Ghose präsidiert bei einem Treffen der Nationalisten 1907; Tilak spricht.

Da Aurobindo nicht zum englischen Staatsdienst in Indien zugelassen war, vermittelte ein wohlgesinnter Verwandter des Gouverneurs von Bengalen ihm einen Posten in der Verwaltung des Fürstenstaats Baroda. Hier war er zunächst in der Abteilung für Briefmarken, Steuern und Post zuständig, bevor er auf eigenen Wunsch 1900 zum Professor für Englisch und Englische Literatur am Baroda College ernannt wurde. Er wurde schließlich Vice-Principal (stellvertretender Rektor) dieser Einrichtung. Daneben war Aurobindo Sekretär und Redenschreiber des Maharadschas. In Baroda lernte er Sanskrit und verschiedene andere indische Sprachen, besonders Marathi, Gujarati und seine Muttersprache Bengalisch.
Während der Baroda-Zeit, im April 1901, heiratete Aurobindo Ghose Mrinalini Bose, die 1918 einen frühen Tod starb.
1906 verließ Aurobindo Baroda und ging als Vorstand des neu gegründeten „Nationalen Bengalischen College“ nach Kolkata.
Ebenfalls 1906 begann Aurobindo mit der Herausgabe des Journals „Bande Mataram“, das zum Sprachrohr der „Nationalist Party“ wurde. Er wollte die Idee der Unabhängigkeit im Denken seiner Landsleute festigen und gleichzeitig eine Partei und schließlich die ganze Nation zu intensiver und organisierter politischer Aktivität bewegen, die zur Verwirklichung dieses Ideals führen sollte. Aurobindos erstes Anliegen in dem Journal war, die vollständige Unabhängigkeit Indiens als politisches Ziel offen und nachhaltig zu propagieren; er war der erste Politiker in Indien, der den Mut aufbrachte, dies öffentlich zu tun.
Diese Tätigkeit als Herausgeber von Bande Mataram brachte ihn ins Rampenlicht der Öffentlichkeit. Von da an war er, was er faktisch schon eine Zeit lang gewesen war, der prominenteste Führer der Partei.
Während dieser Zeit politischer Aktivität wandte sich Aurobindo verstärkt der Ausübung und dem Studium der indischen Yoga-Lehren und Yoga-Übungen zu. Eine entscheidende Entwicklung nahmen diese Bemühungen, als er im Dezember 1907 mit dem Guru Vishnu Bhaskar Lele aus Maharashtra zusammentraf. Durch dessen Hilfe vertieften sich seine Kenntnisse und Erfahrungen der Yoga-Inhalte so sehr, dass er fortan seiner eigenen Idee der Yoga-Entwicklung folgte.
Nachdem Aurobindo 1908 unter der Anklage der Aufwiegelung ins Gefängnis gekommen war, schrieb Rabindranath Tagore ein Gedicht, in dem er Aurobindo als einen vom Himmel entsandten Befreier pries:
Vor dir, o Aurobindo, neigt Rabindranath sich tief!
O Freund, Freund meiner Heimat, aus dem Indien’s Seele rief,
In dir verkörpert und befreit. Dein Los ist nicht gekrönt
Von trägem Ruhm. Bequemlichkeit und Lohn hast du verpönt,
Das mut'ge Herz, auf dornenreichen Pfaden aufwärts steigend;
Vor deren Flamme die Nachlässigkeit, beschämt sich neigend,
Das Haupt dem Strahlenglanze niederbeugt, und wo der Tod
Die Furcht vergißt …

### Konversion zum Yogi in Alipur (1908–1909)
Seine endgültige Konversion vom aktiven Nationalisten zum Hindu-Weisen und Seher geschah während des einen Jahres, in dem er im Gefängnis in Alipur bei Kalkutta inhaftiert war. Aurobindo hatte seinen Yoga 1904 ohne einen Guru begonnen; 1908 hatte er eine bedeutende Hilfe von einem Mahratta Yogi erhalten und die Grundlagen seiner eigenen Sadhana entdeckt. Er meditierte im Gefängnis inmitten von Lärm und Geschrei abseits und in Stille und ohne, dass irgendeiner der übrigen Gefangenen daran teilnahm. Er hatte die Bhagavad Gita und die Upanischaden bei sich; er praktizierte den Yoga der Gita und meditierte mithilfe der Upanischaden. Dies waren die einzigen Bücher, in denen er Anleitung und Führung fand. Dies brachte ihn zu folgender Aussage über das Wesen der Hindu-Religion: „Das ist die Religion, die zum Heil der Menschheit in der Abgeschlossenheit dieses Landes seit alters wertgehalten worden ist. Diese Religion zu vermitteln, dazu erhebt sich Indien. Indien erhebt sich nicht, wie andere Länder es tun, um seiner selbst willen oder um die Schwachen niederzutreten, wenn es stark geworden ist. Indien erhebt sich, um das ewige Licht, das ihm anvertraut ist, über die Welt auszubreiten.“
Der seiner Untersuchungshaft in einer Einzelzelle folgende Prozess war eines der bedeutendsten Verfahren für die indische nationale Bewegung. 49 Personen waren angeklagt und 206 Zeugen geladen, 400 Dokumente wurden zu den Akten genommen und 5.000 Beweisstücke vorgelegt, einschließlich Bomben und Revolver. Der englische Richter C. B. Beechcroft war wie Aurobindo Student in Cambridge gewesen.
Die Strafverteidigung Aurobindos wurde von Chittaranjan Das übernommen. Der Prozess dauerte ein volles Jahr. Aurobindo wurde als einziger Angeklagter am 6. Mai 1909 freigesprochen.

### Ashram in Pondicherry (1910–1945)
Als Herausgeber des Karmayogin war er den Behörden ein „Dorn im Auge“. Um der drohenden Verhaftung zu entgehen, verließ er Britisch-Indien auf einem Schiff und gelangte zunächst nach Chandannagar in Französisch-Indien; dann nach Pondicherry in Südindien, das er am 4. April 1910 an Bord der Dupleix erreichte. Hier entwickelte er den „Integralen Yoga“ (Integral = umfassend; Yoga = Bewusstseinsentwicklung) im Sinne einer modernen, zukunftsweisenden, umfassenden Bewusstseinsentwicklung.
Im Jahr 1914 kamen Mirra Alfassa und ihr Ehemann Paul Richard nach Pondicherry. Auf dessen Idee hin brachte er die philosophische Zeitschrift Arya heraus, in der er bis 1920 die meisten seiner Hauptwerke zum ersten Mal veröffentlichte. Die letzte Ausgabe des Arya erschien am 15. Januar 1921. In dieser Zeit begann er, seine Briefe und Artikel mit „Sri Aurobindo“ zu unterzeichnen.
1920 – nach einem mehrjährigen Aufenthalt in Japan – kam Mirra Alfassa zu Aurobindo nach Pondicherry zurück und blieb für den Rest ihres Lebens dort. Sie leitete den Haushalt, der sich um Sri Aurobindo gebildet hatte und ab 24. November 1926 Sri Aurobindo Ashram genannt wurde. An diesem Tag hatte sich für Sri Aurobindo – nach seiner eigenen Aussage – die Bewusstseinsebene des Overmind (Übermentals) (siehe Abschnitt: Lehre, Methode, Bewusstseinsebenen) verwirklicht. Der Tag wurde fortan „Siddhi Day“ genannt. Der Ashram zählte zu dieser Zeit nicht mehr als 24 Schüler. Aurobindo entschied im Dezember des gleichen Jahres, sich gänzlich aus der Öffentlichkeit zurückzuziehen. Er übertrug die volle Verantwortung für den Ashram auf Mirra Alfassa, die er mit der Göttlichen Mutter identifizierte.
1927 zogen Sri Aurobindo und „Die Mutter“ in die Rue Francois Martin, wo sie für die restliche Zeit ihres Lebens blieben. Im Jahr 1928 zählte der Ashram rund 80 Mitglieder, davon nur wenige Kinder.
Seit 1926 beantwortete Sri Aurobindo die Fragen seiner Schüler in einer ausführlichen Korrespondenz.
1928 erfolgte die Herausgabe des Buches The Mother (Die Mutter); 1933 die Veröffentlichung von The Riddle of the World (Das Rätsel dieser Welt), eine Auswahl aus den Briefen.
Im Jahre 1938 verletzte sich Aurobindo bei einem Sturz sein rechtes Bein. Der regelmäßige Briefwechsel mit vielen Yogaschülern fand ein Ende.
Erst ab 1940 stieg die Zahl der Einwohner wieder merklich an und es wurden auch immer mehr Eltern mit Kindern aufgenommen.
Am 2. Dezember 1943 wurde die Ashram-Schule gegründet.

### Einsatz für die Alliierten (1939–1945)
Während der Zeit des Nationalsozialismus und des Zweiten Weltkriegs wandten sich Aurobindo und Mirra Alfassa entschieden gegen Hitler und den Nationalsozialismus, hinter denen sie zutiefst unmenschliche Kräfte und die Mächte des Bösen sahen, „deren Sieg die Versklavung der Menschheit an die Tyrannei des Bösen bedeutet hätte und einen Rückschritt auf dem Weg der Evolution, und besonders der spirituellen Evolution der Menschheit, der nicht nur zur Versklavung Europas, sondern auch von Asien und damit von Indien führen würde …“
Sri Aurobindo erklärte öffentlich, auf der Seite der Alliierten zu stehen. Im Gegensatz zu vielen anderen ließ er sich von der Person Adolf Hitler nicht täuschen. Er sagte in einem Gespräch zu seinen Schülern: „Menschen wie Hitler können sich nicht ändern, man muss sie ins Jenseits befördern. Es gibt keine Chance, dass sie sich in diesem Leben ändern...“ Diese Aussage wurde am 8. Januar 1939 in Puranis Abendgesprächen aufgezeichnet. Er nannte den Zweiten Weltkrieg den „Krieg der Mutter“, und trotz der angespannten finanziellen Lage in ihrem Ashram steuerten sie großzügig zu den verschiedenen Kriegsfonds bei (10.000 Französische Francs waren zu jener Zeit eine äußerst freigiebige Geste) – all dies im Angesicht militanter antibritischer Gefühle in ganz Indien und sogar im Ashram. Er ermutigte Ratsuchende in die Armee einzutreten oder sich auf andere Weise für den Krieg einzusetzen. An einen seiner Schüler, der sein Mitkämpfer für die Unabhängigkeit Indiens gewesen war, schrieb er: "Ich betone noch einmal mit allem Nachdruck, dass dies der Krieg Der Mutter ist. Du solltest ihn nicht als einen Kampf einzelner Nationen gegeneinander betrachten...es ist ein Kampf für ein Ideal, das sich auf Erden im Leben der Menschheit etablieren muss, für eine Wahrheit, die sich erst noch voll verwirklichen muss, und gegen eine Dunkelheit und Falschheit, die versuchen, in der unmittelbaren Zukunft die Erde und die Menschen zu überwältigen. Man muss die Kräfte, die hinter der Schlacht stehen, sehen, und nicht diesen oder jenen oberflächlichen Umstand. ... Es kann nicht den kleinsten Zweifel daran geben, dass wenn die eine Seite gewinnt, all solche Freiheit und Hoffnung auf Licht und Wahrheit ein Ende finden wird, und das Werk, das zu tun ist, würde Bedingungen unterworfen werden, die es menschlich unmöglich machen würden; Falschheit und Dunkelheit werden regieren, eine grausame Unterdrückung und Erniedrigung des größten Teils der Menschenrasse, so wie sie sich die Menschen in diesem Land nicht erträumen, und wie sie sich überhaupt nicht vorstellen können. Seit dem Zeitpunkt der Schlacht von Dünkirchen, als jedermann den sofortigen Fall Englands erwartete, stellte er im Stillen seine spirituelle Kraft den Alliierten zur Verfügung. Er erklärte: „Gewiss meine Kraft ist nicht auf den Ashram und seine Verhältnisse begrenzt. Wie du weißt, wird sie zum großen Teil dazu verwendet, der richtigen Entwicklung des Krieges und dem Wandel in der menschlichen Welt zu helfen. Sie wird auch für individuelle Zwecke außerhalb des Bereiches des Ashram und der Yogapraxis eingesetzt; doch wird dies natürlich stillschweigend getan und hauptsächlich durch ein spirituelles Wirken.“

### Unabhängigkeit Indiens (15. August 1947)
Auszüge aus einer Radio-Botschaft, die Sri Aurobindo am Vorabend der Befreiung Indiens und seines 75. Geburtstages über die All India-Station Trichinopoly gab:
„Der 15. August 1947 ist der Geburtstag des freien Indiens. … Der 15. August ist auch mein eigener Geburtstag. Es erfüllt mich natürlich mit Freude, dass dieser Tag eine so weite Bedeutung erlangt hat. Ich fasse dieses Zusammentreffen nicht als Zufall auf. … Ich kann heute wahrnehmen, wie sich fast alle Bemühungen der Welt, von denen ich gehofft hatte, dass sie noch zu meinen Lebzeiten erfolgreich sein würden, ihrer Vollendung nähern oder auf dem Wege dorthin sind, auch wenn sie damals wie unerfüllbare Träume ausgesehen haben. …
In all diesen Entwicklungen kann das freie Indien wahrhaftig eine große Rolle spielen und eine führende Stellung einnehmen.
In meinem ersten Traum sah ich eine revolutionäre Entwicklung, die ein freies und geeintes Indien schaffen sollte. Heute ist Indien zwar frei, aber es hat seine Einheit nicht erlangt. …die Trennung muss verschwinden, die Einheit muss und wird zustande kommen! …
Mein anderer Traum galt dem Wiederaufstieg und der Befreiung der Völker Asiens… Hier braucht nur noch wenig getan zu werden; und das wird heute oder morgen geschehen. …
Mein dritter Traum zeigte mir eine Welt-Vereinigung, die die äußere Grundlage für ein gerechteres, glücklicheres und edleres Leben für die gesamte Menschheit bilden soll. Diese Vereinigung der Menschheit ist auf dem Wege. …
Ein weiterer Traum hat bereits begonnen praktisch Gestalt anzunehmen. Indiens Spiritualität dringt in Europa und Amerika in zunehmendem Maße vor. Diese Bewegung wird weiter wachsen. …
Meine letzte Vision beinhaltet eine Stufe in der Evolution, welche den Menschen zu einem höheren und umfassenderen Bewusstsein erhebt und so die Lösung der Probleme einleitet, welche den Menschen bedrängen und gequält haben, seitdem er zu denken begann… .“

### Die Zeit nach 1945
Sri Aurobindo sah es als seine Aufgabe an, das „Supramentale“ in das Erdbewusstsein herabzubringen oder diese Herabkunft zumindest zu ermöglichen.
Nach 1945 entwickelten Aurobindo und Mirra Alfassa Pläne für eine internationale Sri-Aurobindo-Universität und konzipierten das Modell einer zukunftsorientierten Stadt geistiger Freiheit, die eine Heimat für Menschen aus aller Welt sein sollte, die ein Leben des Friedens und der bewussten Selbstentwicklung führen wollen.
An Sri Aurobindos 75. Geburtstag, am 15. August 1947, erlangte Indien die Unabhängigkeit.
Aurobindo verstarb am 5. Dezember 1950 nach kurzer Krankheit. Die Beisetzung seines Körpers im Hof des Ashrams erfolgte am 9. Dezember. Zu dieser Zeit lebten im Ashram ca. 800 Menschen.
Am 29. Februar 1956, dem „Goldenen Tag“, hatte Mirra Alfassa nach eigenen Berichten während einer Meditation auf dem Ashram-Sportplatz eine innere Erfahrung, welche für sie das Ereignis der „Supramentalen Manifestation auf Erden“ symbolisierte. In dieser Vision sah sie, wie sie einem massiven goldenen Tor gegenüberstand, das die Welt vom Göttlichen trennte. Dann zertrümmerte sie das Tor mit einem einzigen Schlag, woraufhin das supramentale Licht und die supramentale Kraft in einem beständigen Fluss auf die Erde herabströmten. Mirra Alfassa stellte jedoch klar, dass es weiterhin große Widerstände in der Welt gebe und dass daher künftig keine plötzlichen Wunder zu erwarten seien, aber doch ein beschleunigter und stabilisierter evolutionärer Prozess möglich sei.

## Philosophische und spirituelle Werke

### Zentrale Werke
Auf Anregung von Paul Richard begann Sri Aurobindo 1914 die philosophische Zeitschrift Arya herauszugeben. In dieser 64 Seiten starken Monatszeitschrift veröffentlichte er die nächsten sechs Jahre die meisten seiner bedeutenden Werke in Folgen. Diese Werke sind:
The Life Divine (Das Göttliche Leben), The Synthesis of Yoga (Synthese des Yoga), Essays on the Gita (Essays über die Gita), The Secret of The Veda (Das Geheimnis des Veda), Hymns to the Mystic Fire, The Upanishads, The Foundations of Indian Culture (Die Grundlagen der Indischen Kultur), War and Self-determination (Heraklit; Krieg und Selbstbestimmung), The Human Cycle (Zyklus der menschlichen Entwicklung), The Ideal of Human Unity (Das Ideal einer geeinten Menschheit) und The Future Poetry (Die Dichtung der Zukunft).
Bevor sie in Buchform erschienen, wurden einige dieser Titel von Sri Aurobindo überarbeitet.

### EposSavitri
Nach dieser intensiven Arbeitsphase gab es außer einigen Gedichten und Aufsätzen nur noch ein literarisches Werk, sein rund 24.000 Verse beziehungsweise Zeilen umfassendes, episches Gedicht Savitri, an dem er bis zu seinem Lebensende arbeitete und das weltweit als umfangreichstes episches Werk in englischer Sprache gilt. Viele Äußerungen Sri Aurobindos machen deutlich, dass er „Savitri“ für sein wichtigstes Werk hielt. Nirodbaran hat in seinem Buch „Zwölf Jahre mit Sri Aurobindo“ ausführlich die Entstehungsgeschichte des Epos beschrieben und dargelegt, wie Sri Aurobindo den Text mit viel Zeitaufwand immer neu redigiert und verbessert hat.
Auch die Mutter sah „Savitri“ als seine bedeutendste literarische Schöpfung an. Sie sagte: „Lies ein paar Zeilen, und das genügt, um einen Kontakt mit deinem innersten Wesen herzustellen… Sri Aurobindo hat das ganze Weltall in ein einziges Buch gepackt. Alles ist darin, Mystik, Okkultismus, Philosophie, die Geschichte der Evolution, die des Menschen, der Götter, der Schöpfung, der Natur, wie die Welt geschaffen wurde, warum, zu welcher Bestimmung. Alle Geheimnisse, die der Mensch besitzt, und auch alle, die in der Zukunft auf ihn warten, sind in den Tiefen von Savitri zu finden....“
Das zugrundeliegende Motiv des Epos ist eine gleichnamige Legende aus dem Mahabharata: Die Prinzessin Savitri heiratet den Prinzen Satyavan, obwohl der Götterbote Narada ihr sagt, dass ihr Gemahl in genau einem Jahr sterben werde. Als der Zeitpunkt gekommen ist und der Todesgott Yama erscheint, fordert Savitri ihn in einem mutigen Dialog heraus und erreicht schließlich, dass Yama Satyavans Seele wieder freigibt.
Sri Aurobindo greift diese Legende auf und unterlegt sie als Grundmotiv seinem Epos, welches in großen Teilen eine Beschreibung seiner eigenen spirituellen Erfahrungen darstellt und in dichterischer Form sein Anliegen einer Transformation des Lebens behandelt. Im Verlaufe dieser Transformation sollen, nach seiner Vision, die Kräfte der Unwissenheit und des Todes überwunden und in Kräfte des Lichts und des Lebens verwandelt werden. Aber Sri Aurobindo spricht in dem Epos auch viele weitere Themen an aus dem Bereich von Religion, Mythologie, Geschichte, Philosophie und traditionellen Yoga-Wegen.
„Savitri“ wurde in Blankvers geschrieben, d. h. ohne Reim, aber mit einem bestimmten „mantrischen“ Rhythmus, wie Sri Aurobindo es nannte. Es liegen drei vollständige deutsche Übersetzungen des teils sehr schwierigen englischen Originaltextes vor, von Peter Steiger (1975 / 2005), Heinz Kappes (1985), und Wilfried Huchzermeyer (in 2 Bänden, 2021/22).

### Korrespondenz:Briefe über Yoga
Die beschränkte Korrespondenz, die Sri Aurobindo nach 1926 mit seinen Jüngern aufgenommen hatte, nimmt während des Zeitraumes von 1930 bis 38 sehr großen Umfang an.
Die meisten dieser mehr als tausend Briefe wurden später in drei Bänden, genannt Letters on Yoga (deutsch: Briefe über Yoga, vier Bände), veröffentlicht.
Der Briefwechsel mit seinem Schüler Nirodbaran aus den Jahren 1930 bis 1938 wurde von diesem in einem eigenen Buch veröffentlicht.
Zahlreiche Auszüge aus Briefen Aurobindos finden sich auch in den Werken von Dilip Kumar Roy.

### Glossarium zum Verständnis der Fachbegriffe
Sri Aurobindo hat fast all seine Werke in englischer Sprache verfasst. Während der Zeit seiner politischen Tätigkeit schrieb er auch eine Reihe von Artikeln in Bengali, hinzu kommen einige wenige Texte auf Sanskrit. Seine englischen Werke enthalten zahlreiche Sanskrit-Begriffe und Sanskrit-Zitate (insbesondere aus der Bhagavad Gita), zu deren Erklärung der Sri Aurobindo Ashram 1978 ein Glossar („Glossary of Terms in Sri Aurobindo’s Writings“) herausgab.

### Übersetzungen der Hauptwerke
Seine Hauptwerke wurden später in viele Sprachen übersetzt, in indische Sprachen wie Hindi, Bengali, Oriya, Gujarati, Marathi, Sanskrit, Tamil, Telugu, Kannada und Malayalam, aber auch in Französisch, Deutsch, Italienisch, Niederländisch, Spanisch, Chinesisch, Portugiesisch, Slowenisch und Russisch. Viele seiner Arbeiten sind auch online in russischer Übersetzung erhältlich. Für den deutschsprachigen Raum sind seit 1972 die englischen Hauptschriften Sri Aurobindos nach und nach (beginnend mit „Die Synthese des Yoga“) durch den 1988 verstorbenen früheren Leiter des deutschsprachigen Zweigs der Internationalen Sri-Aurobindo-Gesellschaft, den Pfarrer i. R. Heinz Kappes, Karlsruhe, ins Deutsche übersetzt und in Zusammenarbeit mit dem Verlag Hinder + Deelmann, Bellnhausen über Gladenbach (Hessen), in Buchform publiziert worden.

## Lehre

### Vorbemerkungen
„Alles Leben ist Yoga“, ist einer der zentralen Sätze Sri Aurobindos.
Demzufolge berühren seine Aussagen, die in den Briefen an seine Schüler zu finden sind, alle Bereiche des Lebens. Seine literarischen Werke umfassen die vier großen Bereiche:

Yoga und Philosophie,

Indische Literatur,

Literatur, Kunst, Kultur, Erziehung usw.

Soziale und Politische Themen.

Als seine persönliche Aufgabe sah er es an, eine bisher „verschlossene Tür zu öffnen“ und ein Bewusstsein in der Natur der Erde erfahrbar zu machen, welches er das Supramentale Bewusstsein nannte.

#### Überschreitung bisheriger Grenzen
Aurobindos Lehre geht – nach seiner eigenen Aussage – über das Wissen der Vergangenheit hinaus.
In seinen Anfängen war Aurobindo vor allem durch die Bhagavad Gita beeinflusst. Zu einem späteren Zeitpunkt analysierte und kommentierte er die Bhagavad Gita, die Upanishaden und den Veda. So sehr er auch die spirituelle Vergangenheit von Indien schätzte, erkannte er doch, dass spirituelles Wissen niemals für alle Zeiten festgelegt sein kann. Die geistige Entwicklung der Menschheit sah er als einen fortdauernden Prozess an. Er begründete diese Aussage mit der Bemerkung, dass die Entdeckung der Wahrheit ein unendlicher Vorgang sei, der es notwendig mache, dass Personen zu allen Zeiten unterschiedliche Erkenntnisse haben. Sri Aurobindo verstand es als seine Aufgabe, der Menschheit einen neuen Weg aufzuzeigen.
Ziel seiner eigenen Entwicklung war es, das Supramentale Bewusstsein für den Menschen erreichbar zu machen (siehe: Bewusstseinsebenen).
Er selbst sagte, dass er das Wesentliche der alten Yoga-Wege in seine Lehre aufgenommen habe, sein Standpunkt, seine Ziele und die Ganzheit seiner Methode aber neu seien.
Christliche Gottesvorstellungen nehmen in der Lehre Aurobindos nur einen geringen Platz ein.

### Was ist das Supramentale Bewusstsein?
In seinem Hauptwerk The Life Divine, das 1939 und 1940 in Buchform herausgegeben wurde und zuerst in der Zeitschrift Arya zwischen 1914 und 1919 erschienen war, schreibt er hierzu, dass der Höchste Spirit, das satccidananda Brahmans eine zeit- und raumlose Seligkeit darstelle.

Der Kosmos sei jedoch eine Ausdehnung in Zeit und Raum und eine Bewegung, Ausarbeitung und Entfaltung von Beziehungen und Möglichkeiten durch Kausalität. Der wahre Name für diese Kausalität ist Göttliches Gesetz. Das Wesentliche dieses Gesetzes ist eine unbeirrbare Selbst-Entfaltung der Wahrheit der Sache, die als Idee im wahren Wesen dessen enthalten ist, was entwickelt wird.

Diese bewusste Kraft könne nicht das Mental sein, denn dieses lenke und bestimme dieses Gesetz nicht.
Außerdem muss dieser Wissens-Wille, der alles zur Entwicklung bringt, im Besitz der Einheit der Dinge sein und aus ihr deren Vielfalt manifestieren. Das Mental aber ist nicht im Besitz jener Einheit.

Er führt weiter aus, dass dieses Verbindungsglied zwischen dem Unbeweglichen Höchsten Sein und dem Kosmos existieren müsse:
Wir nennen es das Supramentale oder das Wahrheitsbewusstsein, weil es ein der Mentalität übergeordnetes Prinzip ist und in der fundamentalen Wahrheit und in der Einheit der Dinge…existiert, handelt und vorwärtsgeht. Die Existenz des Supramentals ist eine logische Notwendigkeit.

### Eine radikal monistische Lehre
Die Lehre Sri Aurobindos ist monistisch. Er stimmt dabei mit den alten Lehren des Hinduismus überein, dass es ein Sein gibt, das raum- und zeitlos ist (welches Sein-Bewusstsein-Glückseligkeit oder Brahman genannt wird). Er führt dann – und dies ist neu – aus, dass es ein Supramentales Bewusstsein geben muss, das von diesem stammt und in Raum und Zeit wirke. Dieses Bewusstsein habe in sich selbst drei Grundformen:

Die erste begründet die unveränderliche Einheit der Dinge. Die zweite modifiziert diese Einheit, um die Manifestation der Vielen im Einen und des Einen in Vielen zu fördern und zu erhalten. Die dritte modifiziert es noch weiter, um die Evolution einer unterschiedlichen Individualität zu unterstützen, die in uns, durch das Wirken der Unwissenheit, auf einer niederen Ebene zur Illusion des gesonderten Ichs wird.

#### Das Eine und die Entwicklung der Welt
Gemäß Sri Aurobindo ist der Kosmos aus dem Einen entstanden und wird in allumfassender und durchdringender Weise von ihm regiert.

Das ist also die Natur des Göttlichen Bewusstseins, das in sich selbst alle Dinge durch eine Bewegung seiner bewussten Kraft erschafft und ihre Entwicklung durch Selbst-Evolution mittels eines eingeborenen Wissens-Willens der Wahrheit des Seins oder der Real-Idee regiert, die jene gebildet hat. Das Wesen, das auf diese Weise um sich selbst weiß, nennen wir Gott. Offensichtlich muss Er allgegenwärtig, allwissend und allmächtig sein

Außerhalb dieses Bewusstseins kann sonst nichts existieren:

Gegen sie kann kein anderer Wille, keine andere Kraft und kein anderes Bewusstsein von außen oder innen her Widerspruch erheben, denn es gibt kein Bewusstsein und keine Kraft, die außerhalb von dem Einen wäre, und alle Energien und Gestaltungen von Wissen in ihm sind nichts anderes als das Eine.

#### Die Realität der phänomenalen Welt
Die phänomenale Welt, die der Mensch täglich erlebt, sei eine Selbstmanifestation des Ewigen; sie sei nicht so sehr Maya, eine Scheinwelt oder ein Trugbild, dem ein höher zu bewertendes Nirvana gegenüberstehe, sondern sie sei real, wiewohl sie jedoch nicht die gesamte Realität umfasse.

In einem Brief an einen Schüler schreibt er: „Doch wenn wir die Welt sehen, wie sie wirklich ist, eine teilweise und sich entwickelnde Manifestation des Brahman, dann kann sie nicht länger als Illusion beschrieben werden, sondern vielmehr als das Spiel, die Lila (Hinduismus). Er aber ist mehr als sein Spiel; Er ist in ihm und es ist in Ihm; es ist keine Illusion.“

### Methode
→   Hauptartikel mit zugehöriger, weiterführender Literatur:   Integraler Yoga
Der integrale Yoga ist die praktische Anwendung von Aurobindos Philosophie. Es handelt sich jedoch nicht um eine Form des Yoga mit fest definierten Übungen wie z. B. im Hatha Yoga.
Wesentlicher als Asanas ist nach Aurobindo die vollkommene Hingabe, in der der Übende oder Sadhak alle seine Handlungen, Worte und Gedanken dem Göttlichen widmet. Dieser Yoga heißt integral, weil die traditionellen Disziplinen Jnana Yoga, Karma-Yoga und Bhakti Yoga miteinander verknüpft werden. Integral sei er aber auch deshalb, weil er die Welt nicht ablehnt oder überwinden will, sondern sie mit dem Göttlichen zu durchdringen sucht. Dazu müssen alle Wesensteile des Menschen umgewandelt und von der göttlichen Shakti erfüllt werden.
- Bei den folgenden Wesensteilen werden jeweils ein äußerer und ein innerer, eigentlicher Bereich unterschieden, der hinter dem äußeren und diesem zugrunde liegt:[19]

- Physis,
- Vitale Ebene,
- Mentale Ebene.

Über und hinter diesen Ebenen steht nach Aurobindo das „Zentrale Wesen“, der Antaratman. In seinem Aspekt als ewiges Selbst, über den drei Ebenen stehend, wird er Jivatman genannt. Hinter Mental, Leben und Körper stehend und deren Evolution fördernd, wird er als psychisches Wesen bezeichnet.
- Die dreifache Anstrengung zur Transformation des Menschen äußert sich in:

- Streben nach dem Göttlichen ohne Vorbedingungen,
- Zurückweisung von Ideen, Vorlieben usw.,
- Hingabe an das Göttliche.

Letztlich kann nur das Göttliche selbst diese Umwandlung bewirken, was ein Zurücktreten des Individuums voraussetzt.
- Die dreifache Wandlung ist:

- die psychische Transformation,
- die spirituelle Transformation,
- die supramentale Transformation.

Nur mit letzterer könne die vollständige Transformation von Körper, Leben und Geist beginnen.
Die Bewusstseinsebenen: in Aurobindos Stufenmodell gibt es verschiedene geistige Ebenen:
- das normale Mental, das höhere Mental, das erleuchtete Mental, das intuitive Mental
- das Übermental (Overmind)
- das Supramental, das alles in einer einzigen Vision und zugleich den Blickwinkel jeder einzelnen Sache sieht; auf diese Weise soll es das Göttliche auf neue Art mit seiner Schöpfung verbinden.

Chakren oder Zentren: die zentralen Begriffe in Aurobindos yogischer Psychologie lassen sich zum traditionellen Chakra-System des Tantra in Beziehung setzen. Aurobindos Yoga unterscheidet sich jedoch dadurch, dass sein Weg – etwas verallgemeinert – von oben nach unten die Chakren langsam entwickelt, und nicht von unten nach oben wie im klassischen Kundalini-Yoga.
Die Psychische Transformation: nach Aurobindo steht die Seele (das Psychische Wesen) hinter der Persönlichkeit des Menschen. Sie ist der Träger von Körper, Leben und Mental. Es ist deshalb die Aufgabe des Sadhaks, die Kräfte des Körpers, des Vitalen und Mentalen unter den seelischen Einfluss zu bringen und nach und nach sich immer mehr dem Psychischen Wesen zu überantworten.
Die Bedeutung der Tat: Sri Aurobindo fordert in seinem Yoga ein Tätigsein für den Ishvara, den Herrn der Schöpfung, in der Welt. Die Tat soll ohne Anhaften an den Erfolg und in vollkommener Gelassenheit erfolgen. In einer letzten Stufe sollen die Handlungen des Sadhak ganz und gar den göttlichen Willen ausdrücken.

### Evolution des Bewusstseins
Nach Aurobindo soll das jetzige, mentale Bewusstsein der Menschheit nicht die letzte Stufe der Evolution sein. Ähnlich wie in der Vergangenheit über das vitale Bewusstsein des Tieres hinaus das mentale Bewusstsein durch den Menschen in der Evolution auftauchte, soll in der Zukunft ein nunmehr das mentale Bewusstsein des Menschen überschreitendes, neues Bewusstsein möglich sein, das er als Wahrheitsbewusstsein oder Supramentales Bewusstsein bezeichnete.
Er sah es als seine eigentliche Lebensaufgabe an, dieses Supramentale Bewusstsein zur Erde herabzubringen oder wenigstens für die Zukunft zu ermöglichen.
Das Supramental stellt laut Aurobindo einen Bereich zwischen der höheren Triade, Sat – Chit – Ananda (‚Sein‘ – ‚Bewusstsein‘ – ‚Seligkeit‘), die Kennzeichen des Brahman sind, und der niederen Triade, Mental – Vital – Physis (‚Geist‘ – ‚Leben, Emotionen‘ – ‚Körper‘) dar.
 Das Supramental soll alle Gegensätze in sich vereinen und ein inneres Wissen um alle Dinge besitzen. Aurobindo postuliert eine Supramentalisierung allen Lebens auf der Erde, die die nächste Stufe der Evolution darstelle. Das Supramental würde sich seine eigenen Instrumente im Menschen und auf der Welt schaffen, doch dafür sei ein Streben des Menschen zum Göttlichen hin notwendig. Die Konzeption eines geeigneten Instrumentes auf der Ebene des Menschen bezeichnete Aurobindo als Übermensch.

### Der Übermensch bei Aurobindo
Zukünftiger Träger und Instrument eines dem Supramental geöffneten Bewusstseins nach Aurobindo soll der „Übermensch“ sein, der mittels des Superminds als individualisiertes supramentales Bewusstsein der über dem Mental liegenden supramentalen Bewusstseinssphäre Ausdruck verleiht. In seiner Zeitschrift Arya veröffentlichte Aurobindo 1920 einen Artikel mit dem Titel Der Übermensch: dort stellte er dem Übermensch Nietzsches seine Darstellung und Konzeption eines Übermenschen (engl. superman) der »integralen Selbsttranszendenz« gegenüber, der »in Einheit mit aller Welt lebt und alle Dinge akzeptiert, um sie zu verwandeln.« Wichtig dabei sei es, die eigenen egoistischen Instinkte zu überwinden. Gelinge das, würde der transzendente Mensch Wissen nicht durch mühsame, mit Irrtum verbundene Forschung ausschließlich durch den Verstand erwerben, sondern durch Identität erlangen; er würde somit die Gesetzmäßigkeit im Handeln der anderen Lebewesen unmittelbar erlebend erkennen und sie von innen heraus verstehen. Aus diesem Verständnis wachse dann Mitgefühl, weil er in ihnen auch einen Teil von sich selbst erkenne.
 Man darf das aber nicht mit vergangenen oder gegenwärtigen Vorstellungen von Übermenschentum verwechseln. Denn in der mentalen Vorstellung besteht das Übermenschentum darin, dass ein Mensch über die normale menschliche Stufe hinauskommt, und zwar nicht durch eine höhere Art, sondern nur durch einen höheren Grad derselben Art: durch ausgeweitete Persönlichkeit, ein vergrößertes und übertriebenes Ich, vermehrte Macht des Mentals, erhöhte Vitalkraft und verfeinerte oder verdichtete und massive Übertreibung der Kräfte der menschlichen Unwissenheit… Das wäre ein Übermenschentum vom Typus Nietzsches. Es wäre keine Evolution, sondern ein Rückfall in die alte verbissen-gewalttätige Barbarei…Was jetzt hervortreten muss, ist etwas viel Schwierigeres und zugleich etwas viel Einfacheres. Es ist ein Wesen, das sein Selbst verwirklicht; es baut auf das spirituelle Selbst auf; die Seele wird stärker, und es wächst ihr Drängen; ihr Licht, ihre Macht und ihre Schönheit werden entbunden und gewinnen an Souveränität. Das ist kein ichhaftes Übermenschentum, das sich durch mentale und vitale Herrschaft über die Menschheit durchsetzt, sondern die Souveränität des Geistes gegenüber seinen eigenen Werkzeugen.... Das ist die einzige wahre Möglichkeit für einen Schritt nach vorn in der evolutionären Natur. Sri Aurobindo in Das Göttliche Leben (The Life Divine 1951), Übersetzung Heinz Kappes, Schlusskapitel, S. 498 f.

Aurobindo verurteilt eindeutig die im Nazi-Deutschland propagierte Vorstellung eines 'Herrenmenschentums’ über 'Untermenschen'. Die Frage, wie das Zusammenleben zwischen »Übermenschen« und anderen Menschen funktionieren und gestaltet werden soll, beantwortet er allerdings nicht.

### Aussagen zu anderen Lehren
- Seine Toleranz gegenüber anderen Meinungen zeigt folgende Aussage:

„Das spirituelle Leben ist keine Sache, die man mittels einer engstirnigen Definition darstellen kann oder die gebunden ist an eine starre mentale Regel; es ist ein weiter Entfaltungsbereich, ein immenses Königreich, .... Nur durch diese Art zu verstehen, kann man Spiritualität wirklich begreifen, sei es in ihrer Vergangenheit oder Zukunft, oder kann an ihre Stelle die spirituellen Menschen der Vergangenheit und der Gegenwart stellen oder die verschiedenen Ideale, Stufen usw. vergleichen, die im Laufe der spirituellen Evolution des Menschen entstanden sind.“

- Über die Lehre vom Scheincharakter der Welt sagte er:

„Ich erhebe keinen Widerspruch, wenn jemand die Lehre vom Scheincharakter des Seins als seines Geistes und seiner Seele Wahrheit annimmt, oder als den Ausweg aus der Schwierigkeit des kosmischen Problems. Ich erhebe nur Widerspruch, wenn jemand versucht, mir oder der Welt jene Lehre als die einzig mögliche, befriedigende und allumfassende Erklärung der Dinge die Kehle hinabzupressen. Denn das ist sie ganz und gar nicht.“

- Zu Askese, Kasteiung (Tapas oder Tapasya) sagte er in einem persönlichen Gespräch zu D.K. Roy am 4. Februar 1943:

„… es gibt im Wesentlichen zwei Wege. Einer ist der des Buddha, der, wie du weißt, der Ansicht war, dass, obgleich du eine gewisse Hilfe oder Anleitung von anderen erhalten kannst, gleichgültig ob sie ein Guru sind oder nicht, du deinen Weg doch allein gehen musst; das heißt, mittels deiner eigenen Bemühung den Weg durch das Unterholz schlagen musst; anders gesagt, ist dies der Uralte Pfad der Tapasya (intensiver spiritueller Übungen). Der andere Weg ist, den Guru als Stellvertreter des Göttlichen anzusehen, der den Weg kennt und darum klarerweise in der Lage ist, anderen dabei zu helfen, ihn zu finden. Das ist der Weg, dem die hiesigen Aspiranten im Ashram folgen – der Weg des Guruvad.“

- Über die Psychoanalyse schrieb er:

„Moderne Psychologie ist eine Wissenschaft in den Kinderschuhen, gleichzeitig vorschnell, unbeholfen und grob. Wie jede Wissenschaft, die noch in den Kinderschuhen steckt, läuft hier die weitverbreitete Angewohnheit des menschlichen Verstandes, eine beschränkt oder in Einzelfällen zutreffende Wahrheit unzulässig zu verallgemeinern und damit einen ganzen Bereich der Natur zu erklären, vollkommen Amok. Die Psychoanalyse (vor allem die von Freud) nimmt einen bestimmten Teil, und zwar den dunkelsten, gefährlichsten, ungesundesten Teil der Natur,… und misst ihm Auswirkungen bei, die in keinem Verhältnis mehr zu ihrem wirklichen Stellenwert innerhalb der menschlichen Natur stehen…“

## Schüler
Die folgenden Autoren und Schüler führen ihr intellektuelles Erbe auf Sri Aurobindo und Die Mutter zurück oder sind in hohem Maße von ihnen beeinflusst worden.
- Nolini Kanta Gupta (1889–1984) war einer der ersten Schüler Aurobindos. Er schrieb zahlreiche Werke in englischer Sprache über Philosophie, Mystizismus und spirituelle Evolution.

- Pavitra (1894–1969), (Philippe Barbier Saint-Hilaire; * 1894 in Paris; † 16. Mai 1969 in Puducherry) war einer der ersten Schüler Aurobindos und der Mutter. Er war Ingenieur, hatte im Ersten Weltkrieg als Offizier der Artillerie die Grausamkeiten des Kriegs kennengelernt und sich nach diesen Erfahrungen auf die Suche nach den spirituellen Wahrheiten Asiens aufgemacht. 1925 kam er nach Puducherry. Sri Aurobindo nahm ihn als Schüler an und gab ihm den Namen Pavitra, (d. h. „fromm, heilig, klar“). 1951 wurde er Direktor der neu gegründeten Sri Aurobindo International University sowie Sekretär des Sri Aurobindo Ashrams. Ein Teil seiner Aufzeichnungen von Gesprächen mit der Mutter und Sri Aurobindo aus den Jahren 1925 bis 1926 wurde 1972 unter dem Titel Conversation avec Pavitra veröffentlicht.

- Dilip Kumar Roy (1897–1980) war Sänger und Schriftsteller

- Nirodbaran (1903–2006), der einen Doktortitel in Medizin besaß, veröffentlichte seine ausführliche Korrespondenz mit Sri Aurobindo über die zahlreichen Aspekte des Integralen Yogas.

- Medhananda (1908–1994), erforschte Bewusstseinsstrukturen und spirituelle Symbolik; übersetzte einige Texte Sri Aurobindos ins Deutsche.

- M. P. Pandit (1918–1993), Sekretär Der Mutter und des Ashrams, beschäftigte sich in seinen umfangreichen Schriften und Vorträgen unter anderem mit Themen des Yogas, der Veden, des Tantra-Yogas und mit Sri Aurobindos Dichtung Savitri.

- Sri Chinmoy (1931–2007) trat dem Ashram 1944 bei. Später schrieb er über das Leben von 'Sri Aurobindo: Descent of the Blue' und das Buch 'Infinite: Sri Aurobindo. Er war Autor, Komponist, Künstler und Sportler auch war er bekannt für seine öffentlichen Veranstaltungen wie Peace Run, Konzerte, Meditationen und Sportveranstaltungen.

- Satprem (1923–2007), Bernard Enginger (* 30. Oktober 1923 in Paris; † 9. April 2007) war ein französischer Autor und bedeutender Schüler von Mirra Alfassa, genannt Die Mutter.

## Entwicklungen nach Sri Aurobindos Tod

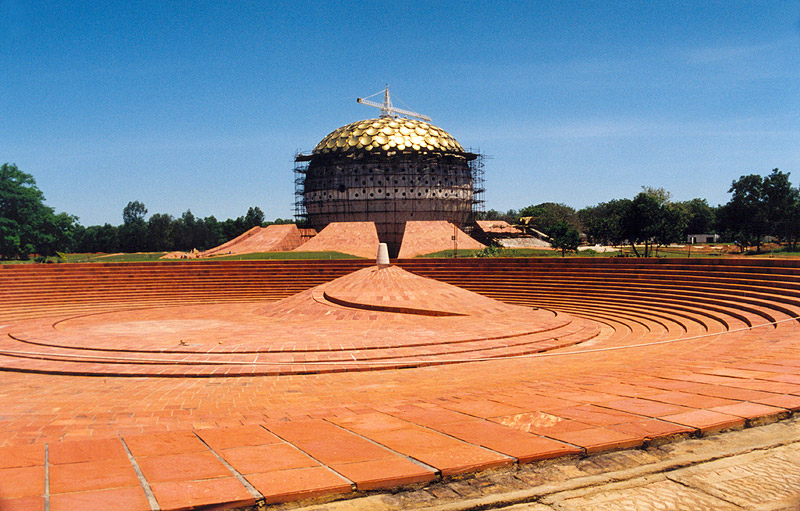
Das „Matrimandir“ in Auroville

1952 gründete Mirra Alfassa in Puducherry das Sri Aurobinhdo International University Centre, das 1959 umbenannt wurde in Sri Aurobindo International Centre of Education.
1956 gründete Mirra Alfassa gemeinsam mit dem Inder Surendranath Jauhar den Sri Aurobindo Ashram in Delhi.
1968 gründete Mirra Alfassa das Stadtprojekt Auroville als Ausweitung des Sri Aurobindo Ashrams in Puducherry. Der renommierte Pariser Architekt Roger Anger leitete die Stadtplanung.
1972 „Sein Rang ist heute weltweit anerkannt, was sich soeben in der Entscheidung der UNESCO niederschlug, 1972 zum 'Sri-Aurobindo-Jahr' zu erklären.“ (Die WELT vom 4. August 1972)
2008 Abschluss der Arbeiten am Matrimandir, dem spirituellen Zentrum Aurovilles.

### Die Sri-Aurobindo-Bewegung in Europa
In einigen Ländern bestehen Zweigorganisationen der in Puducherry beheimateten Sri Aurobindo Society.
Die Praxis des Integralen Yogas ist auch Thema des weltweiten Auroville International Netzwerkes. In Europa sind derzeit AVI Center in Spanien, Italien, Großbritannien, Niederlande, Schweiz, Frankreich, Deutschland, Schweden, Norwegen und Russland.
Der Musiker und Künstler Michel Montecrossa (früher Michel Klostermann) gründete am 15. August 1978 Mirapuri als „europäische Friedensstadt“ in Norditalien und einige Jahre später Miravillage in Gauting bei München als erste Zweigstelle von Mirapuri. Beide Orte werden rechtlich durch den eingetragenen Verein der Mirapuri Freunde vertreten. Mirapuri gründet sich auf das Werk von Sri Aurobindo und Mirra Alfassa und ist ein Lebensgemeinschafts- und Stadtprojekt in Norditalien.
Neben Gruppen, die sich im engeren Sinne auf Sri Aurobindo beziehen, werden Aurobindos Impulse und Erkenntnisse zunehmend auch von anderen Denkern und Schulen aufgenommen und auch in akademische Bereiche integriert. Sie spielten unter anderem eine inspirierende Rolle für die Entwicklung der integrierten Sozialökologie durch Rudolf Bahro und Maik Hosang.

## Aurobindo und Nationalismus
Aurobindo war ein (anfangs revolutionärer) Kämpfer für die indische Unabhängigkeit und als solcher indischer Nationalist. In seinen Veröffentlichungen trat er unter anderem für den Boykott ausländischer Waren, für passiven Widerstand und Nicht-Zusammenarbeit ein. Auch als Philosoph und Guru war er Nationalist. Er forderte eine »nationale Erziehung«, sah die Nationen als natürliche Organisationsformen der Menschen an und sprach jeder Nation eine Seele zu. Dass sich Konflikte in den Menschen als Kriege zwischen Nationen manifestieren, fand er in der Natur des Menschen liegend und unabdingbar – solange nicht alle Menschen Erleuchtung erlangt haben.
Er hegte bereits damals eine große Verehrung für Deutschland als Kulturnation und las einige der deutschen Klassiker im deutschen Original. Dieses Interesse veranlasste ihn, sich in seinem während des Ersten Weltkriegs begonnenen und nach dem Zweiten Weltkrieg überarbeiteten Buch The Human Cycle (dt. 1952 als Der Menschliche Zyklus) nunmehr sehr eingehend und kritisch mit dem deutschen Nationalsozialismus auseinanderzusetzen, dessen Entwicklung er sehr genau verfolgt und dessen Gefahrenpotential er ebenso genau beschrieben hatte. Dieser habe zwar auch die Subjektivierung zum Ziel gehabt – ein zentraler Begriff in Aurobindos Philosophie –, sei aber beim Streben danach vom rechten Weg abgekommen und habe ihn in sein Gegenteil verkehrt. Mit Aufrufen an die indische Bevölkerung und Politiker zur finanziellen Unterstützung der Engländer bei ihren Verteidigungs- und Kriegskosten unternahm er alle in seinen Kräften stehenden Anstrengungen, die Alliierten in ihrem Kampf gegen den Hitler-Faschismus zu unterstützen.

## Rezeption von Aurobindos Werk
Die Nobelpreisträgerinnen Gabriela Mistral und Pearl S. Buck schlugen Sri Aurobindo 1950 für den Literatur-Nobelpreis vor und erklärten, Sri Aurobindo sei einer, „der zu der Familie der Seher und Weisen der Welt gehört“.
Rabindranath Tagore schrieb nach einer Begegnung, Aurobindo habe „die Seele gesucht und gefunden“. Er nannte ihn ferner einen „Hindu-Seher“, und man warte darauf, das „Wort“ von ihm zu empfangen.
Der französische Dichter Romain Rolland erklärte, Sri Aurobindo sei „der größte Interpret Indiens“, der die vollkommenste Synthese realisiert habe, welche das Genie des Westens und des Ostens wohl überhaupt erreichen könne.
Die Philosophen Jean Gebser und Ken Wilber sind von Aurobindo inspiriert worden.
In einem Interview mit der Zeitschrift Auroville Today erklärte der Dalai Lama im Dezember 1994, bei einer Begegnung mit Mirra Alfassa im Jahr 1973 habe eine bedeutungsvolle Atmosphäre geherrscht, er habe mit ihr über die Zukunft seines Landes gesprochen. Über Auroville sagte er, die umfassenden Erfahrungen, die dort mit der Aufforstung gewonnen worden seien, könnten vielleicht eines Tages auch für eine Hochgebirgsregion wie Ladakh oder Tibet genutzt werden. Er würdigte den Gemeinschaftssinn und die Vision der Aurovillaner ebenso wie deren „klare Akzeptanz des Wertes spiritueller Dinge“. Man habe dort eine gute Synthese von praktischem Fortschritt und Spiritualität gefunden. Das Schulsystem in Auroville sei ein „wunderbares Experiment“.
Der dänische Schriftsteller und Künstler Johannes Hohlenberg veröffentlichte 1916 nach einer Begegnung mit Sri Aurobindo in Pondicherry einen der ersten Yoga-Buch-Titel in Europa und brachte später u. a. zwei Essays von Sri Aurobindo sowie einen Auszug aus The Life Divine in dänischer Übersetzung heraus.

## Werke (Auswahl)
Gesamtwerk
Anlässlich des hundertsten Geburtstages Sri Aurobindos gab der Sri Aurobindo Ashram Trust 1972 eine gesammelte Ausgabe seiner Werke in Englisch unter dem Titel Sri Aurobindo Birth Centenary Library heraus, die 30 Bände mit ca. 16.000 Seiten einschließlich eines Indexes umfasst. Seit 1997 wird eine neue Gesamtausgabe in 37 Bänden mit Register und Glossar herausgegeben, die Complete Works of Sri Aurobindo (CWSA). 36 Bände liegen z. Zt. vor.
Hauptwerke
- Das Göttliche Leben. 3 Bände. ISBN 3-87348-141-3. (Bd. 1: ISBN 3-87348-144-8, Bd. 2: ISBN 3-87348-145-6, Bd. 3: ISBN 3-87348-146-4)
- Savitri – Legende und Sinnbild. Epos in der Übersetzung von Heinz Kappes. Verlag Hinder+Deelmann, Gladenbach 1985, ISBN 3-87348-119-7.
- Savitri – Eine Legende und ein Gleichnis. Erster Teil. Dt. Übers. von Wilfried Huchzermeyer. edition sawitri, Karlsruhe 2021, ISBN 978-3-931172-39-8.
- Savitri – Eine Legende und ein Gleichnis. Zweiter Teil. Dt. Übers. von Wilfried Huchzermeyer. edition sawitri, Karlsruhe 2022, ISBN 978-3-931172-40-4
- Sawitri – Eine Sage und ein Gleichnis. Dt. Übers. von Peter Steiger. Sri Aurobindo Ashram, Pondicherry 2005 (deutsch-englisch; 1. dt. Aufl. 1975).
- Die Synthese des Yoga. 2. Auflage. Verlag Hinder + Deelmann, Gladenbach 1976, ISBN 3-87348-082-4.

Anthologien
- Sri Aurobindo: Vorbote eines neuen Zeitalters. Eine Einführung und Werkauswahl von Robert McDermott. Aquamarin Verlag, Grafing 1991, ISBN 3-89427-004-7.

Aphorismen
- Gedanken und Aphorismen mit Erläuterungen der Mutter. Verlag Sri Aurobindo Ashram, Publication Department, Puducherry 1979, o. ISBN.

Übersetzungen
- Aus dem Sanskrit ins Englische: Bhagavadgita. (Übersetzung aus dem Englischen ins Deutsche). Verlag Hinder+Deelmann, Gladenbach 1981, ISBN 3-87348-110-3.

Autobiographische Aufzeichnungen
- Über sich selbst. Verlag Hinder und Deelmann, Gladenbach 1994, ISBN 3-87348-157-X.
- Tagebuch einer Gefangenschaft. edition-sawitri.de, Karlsruhe, ISBN 3-931172-12-0.

Biographische Darstellungen
- Die Mutter – Mit Briefen über die Mutter. übers. v. Th. Karnasch u. A. Bitzos. Sri Aurobindo Ashram, Pondicherry (sic!) 2014, ISBN 978-81-7058-971-6.

Titel Deutsch-Sanskrit
- Sriaravindopanishad (Savitri Bhavan Dtld. – savitri.de) ISBN 3-937701-03-6.